# Devil in the Detail
Devil in the Detail es una película de suspenso romántico de 2014, realizada en colaboración entre Ghana y Nigeria. Fue dirigida por Shirley Frimpong-Manso y protagonizada por Nse Ikpe-Etim y Adjetey Anang. Se estrenó en Silverbird Cinemas, Acra, Ghana, el 14 de febrero de 2014.

## Sinopsis
Helen y Ben son un matrimonio perfecto, quienes lo tienen todo: dinero, fama, felicidad...pero la locura de Hellen por el sexo y tener una aventura con otra persona arruinará por completo sus vidas.

## Elenco
- Nse Ikpe Etim como Helen Ofori
- Adjetey Anang como Ben Ofori
- Ama Ampofo como Claudia
- Mawuli Gavor como Sam

## Recepción
El sitioweb Nollywoodreinvented la consideró "bien estructurada...pero no muy interesante.